# 太田将熙
太田 将熙（おおた まさき、1994年10月25日 - ）は、日本の俳優、声優。千葉県出身。アミューズ所属。
ドリフェス! プロジェクト『DearDream』、劇団プレステージの元メンバーである。
『舞台「FROGS」×Amuseダンスオーディション』を経てアミューズに所属した。

## 略歴
2013年、舞台『FROGS』で俳優デビュー。
2014年、日本テレビ系水曜ドラマ『きょうは会社休みます。』の第5話・第6話に出演し、テレビドラマ初出演。
2016年、映画『アイアムアヒーロー』で映画初出演。
2018年、ドラマ『婚外恋愛に似たもの』で連続ドラマに初めてレギュラー出演。
2019年、情報番組『猫のひたいほどワイド』（tvk）で猫の手も借り隊 木曜日リポーターとして2020年3月26日まで出演。同年舞台『劇団ホチキス第40回記念公演「ゴールデンレコード」』で舞台初主演。
2021年、映画『シュウカツ5 就活という名のゲーム 一次面接「自主的辞退者」』で映画初主演。

## 人物
- 趣味 サッカー、殺陣、銭湯[1]。
- 特技 ダンス（HIPHOP・R＆B）[1]。

## 出演

### テレビドラマ
- きょうは会社休みます。 第5話・第6話（2014年11月12日・19日、日本テレビ）
- 婚外恋愛に似たもの（2018年7月10日 - 8月28日、関西テレビ） - 八王子 役
- 聖徳太子のレストラン（2022年7月30日 - 、CBCテレビ） - 林俊樹 役[4]
- 信長未満-転生光秀が倒せない-（2022年10月25日 - 、テレビ神奈川） - 千利休 役
- 闇金ウシジマくん外伝闇金サイハラさん 第8話（2022年11月8日 - MBSテレビ）- コンビニ前の若者 亀田 役
- ドラマストリーム・私がヒモを飼うなんて 第1話（2023年3月28日 - TBSテレビ) - 元カレ 役
- ドラマ特区・犬と屑第1話（2023年6月8日 - MBS)
- 夫の家庭を壊すまで（2024年7月8日 - 、テレビ東京） - 楠木一郎 役[5]
- 降り積もれ孤独な死よ 第6話（2024年8月11日、日本テレビ）- 県警刑事・杉村伸也 役
- 最寄りのユートピア（2024年9月25日、フジテレビ） - 三浦 役[6]
- 夜ドラ • 未来の私にブッかまされる!? 第4週、第5週 (2024年10月31日 - 11月5日、NHK) - 村手悠 役
- ドラマNEXT『私の町の千葉くんは。』第1話、7話 (2024年10月9日、11月20日、テレビ東京) - 田中 役
- ゴースト・オブ・レディオ〜バチボコ怖い心霊バスツアー〜 ディレクターズカット版（2025年2月16日、監督 大九明子、WOWOW）[7]
- 今夜は…純烈 「すご～い！お金が好き！」（2025年3月4日〈予定〉 - 、テレビ東京） - 長岡大希 役[8]

### 配信ドラマ
- FOLLOWERS 第6話・第8話（2020年2月27日、Netflix）
- パパとママになる前に〜ボーイズ版〜（2021年8月21日、TERMINAL PF） - 独出歩 役[9]
- モウソウクッキング（2021年12月1日 - 、NUMA）[10]
- お隣の男子大学生に胃袋を掴まれそうです。（2021年10月19日、YouTube） - 主演・結城冬馬 役[11]
- カリスマヨガインストラクターMIKAKOの持続不可能な恋ですが 第4話（2022年6月14日、Paravi）[12]
- 歌舞伎町の吸血ホスト（2022年8月1日、NUMA） - 大樹 役[13]
- MAPUTIプロデュース ドラマ「デキる女は痛い女?!」(2023年5月10日-、YouTube) -  越智雄介 役
- 絶対BLになる世界VS絶対BLになりたくない男2024 (2024年4月-、Lemino) - 青空 役
- 呪縛少女バギラちゃん（2024年、YouTube）- 皇レイ 役
- ゴースト・オブ・レディオ〜バチボコ怖い心霊バスツアー〜（2024年11月17日・29日、 監督 大九明子、Streaming+・PIA LIVE STREAM） - 柏原 役[14]
- Dr.アシュラ FODスペシャルドラマ『医療監修編』(2025年6月11日-、FODプレミアム)     - 田岡健斗 役

### 映画
- アイアムアヒーロー（2016年4月23日、監督：佐藤信介） - オサム 役
- 茅ヶ崎物語 〜MY LITTLE HOMETOWN〜（2017年7月21日、監督：熊坂出）
- シュウカツ4 第一話『人狼面接』（2020年7月24日、ノースシーケーワイ、監督：千葉誠治） - 新井 役
- シュウカツ5 就活という名のゲーム 一次面接『自主的辞退者』（2021年4月30日、ノースシーケーワイ、監督：千葉誠治） - 主演・新井 役[15]
- 純猥談「私もただの女の子なんだ」（2021年10月初旬、監督：YP） -主演・彼 役
- リモート探偵（2021年12月19日、ノースシーケーワイ、監督：千葉誠治） - 街道進夢 役[16]
- Amuse Presents SUPER HANDSOME LIVE 2022 “ROCK YOU! ROCK ME!!”（2023年5月）[17]
- シンデレラガール（2023年11月18日、ミカタ・エンタテイメント、監督：緒方貴臣） - 内藤重樹 役[18]
- 冗談じゃないよ（2024年5月24日、 監督：日下玉巳） - 塩谷進 役[19]
- 悪鬼のウイルス（2025年1月24日、イオンエンターテイメント、監督 : 松野友喜人）-  内川智樹 役[2]
- 短編映画「今を生きている。」(2025年公開予定、監督 : 泉澤顕 ) - ヒロシ 役
- 退屈万歳 (2025年公開予定、監督 : 巌川虎太郎) - 西吾郎 役

### CM
- 武蔵野銀行『埼玉のある男』篇（2020年3月31日 -）
- ラーニングエッジ『絆徳経営-社員との絆が経営を変える-』（2023年2月5日 -）
- 日立ビルシステム『見送り』編、『買い物』編、『誘い文句に乗せられて』編（2023年10月3日 -）

### バラエティ番組
- 銀の劇プレ（2014年10月18日 - 12月27日、tvk / 2015年1月7日 - 3月18日、KBS京都）[20]
- 猫のひたいほどワイド（2019年4月4日 - 2020年3月26日、tvk） - 猫の手も借り隊 木曜日リポーター
- ハンサムゼミ（2021年1月26日 - 12月22日、MBS）[21]
- あざとくて何が悪いの?『内田篤人はあざといのか?徹底検証SP』（2022年3月19日、テレビ朝日） - 内田篤人 役[22]
- 「何ひとつ無駄にしないプロジェクト〜テレ東、農家はじめました」(2024年9月16日 - テレビ東京 )

### 舞台
- FROGS（2013年5月17日 - 26日、シアターグリーン / 7月18日 - 27日、AiiA 2.5 Theater Tokyo、アミューズ） - シャテイ・執行者 役[23]
- FROGS Special公演（2013年7月23日・27日、AiiA 2.5 Theater Tokyo、アミューズ） - ヒロシ 役[23]
- あたっくNO.1（2017年6月2日 - 11日、博品館劇場）
- 朗読劇『青空』（2018年8月19日・2019年8月15日、三越劇場)
- 劇団ホチキス第40回記念公演『ゴールデンレコード』（2019年6月20日 - 30日、あうるすぽっと） - 主演・大下俊樹 役[注釈 1]
- Get Back!!（2019年9月22日 - 29日、俳優座劇場） - 主演・薫 役
- 水野美紀 作演出「とても親密な見知らぬ人」（2019年11月27日 - 12月4日、新宿シアターモリエール） - 主演・間坂次郎 役[注釈 2]
- 劇団ホチキス第42回本公演『銭に向け叫ぶ2020』（2020年9月24日 - 10月4日、東京芸術劇場 シアターイースト） - 小吉 役
- 陽だまりの樹（2021年3月5日 - 28日、ヒューリックホール東京 他1会場） - 伊東玄晃 役
- Another lenz（2021年5月15日 - 23日、新宿FACE） - 主演・松田 役[24]
- ミュージカル『ジェイミー』（2021年8月8日 - 9月26日、東京建物 Brillia HALL 他2会場） - ミッキー 役
- 朗読劇『あの空を。』（2021年9月15日・18日・19日、俳優座劇場） - ヒロト、マツオ 役
- 音楽劇『キセキ -あの日のソビト-』（2021年10月22日 - 11月12日、紀伊国屋サザンシアター 他1会場） - navi 役
- 艶∞ポリス第十一回公演『飛んでる最高』（2022年4月13日 - 24日、下北沢駅前劇場）
- ニッポン放送主催 朗読劇『リスナーたちの星空』（2022年4月30日、紀伊国屋サザンシアター）
- 劇団時間制作第二十五回本公演『12人の淋しい親たち』（2022年9月22日 - 10月2日、東京芸術劇場 シアターウエスト）- 陪審員5号 役[25]
- ミュージカル「伝説のリトルバスケットボール団」（2023年7月27日、タワーホール船堀 / 2024年2月15日 - 25日、 草月ホール / 2024年3月2日・3日、松下IMPホール） - サンテ役[26][27][28]
- 劇団時間制作10周年記念公演『哀を腐せ』（2023年8月17日 - 27日、東京芸術劇場 シアターウエスト） - 堤亜蘭 役
- ミュージカル『ボニー&クライド』（2025年3月10日 - 4月17日、シアタークリエ / 4月25日 - 30日、森ノ宮ピロティホール / 5月4日・5日、博多座 / 5月10日・11日、東海市芸術劇場） - テッド 役（吉田広大とダブルキャスト）[29][30]

#### 劇団プレステージ公演
- 劇団プレステージ
  - 第7回公演『ボーンヘッド・ボーンヘッダー』（2014年4月18日 - 29日、CBGKシブゲキ!!、アミューズ)
  - 第8回公演『ブラックパールが世界を動かす（再演）』（2014年8月20日 - 31日、CBGKシブゲキ!!、アミューズ)
  - 第9回公演『WORLD'S ENDのGIRLFRIEND』（2015年2月8日 - 22日、CBGKシブゲキ!!、アミューズ)
  - 番外公演『チェリーの木の下で -DT-MAX'15-』（2015年4月10日 - 19日、千本桜ホール、アミューズ）
  - 第10回公演『Have a good time?（再演）』（大阪公演：2015年8月8日 - 9日、森ノ宮ピロティーホール / 東京公演：8月12日 - 23日、紀伊國屋サザンシアター、アミューズ） - サム 役
  - 第12回公演『URA!URA!Booost』（2017年8月16日 - 27日、紀伊國屋サザンシアター、アミューズ） - サトシ 役
  - 第2回企画公演『僕を狂わす三億円』（2018年4月22日 - 29日、恵比寿・エコー劇場、アミューズ） - ユウタ 役
  - 第13回公演『ディペンデントデイ〜7人の依存症〜』（2018年8月1日 - 12日、CBGKシブゲキ!!、アミューズ） - 笘篠聖也 役
  - 第14回公演『終わり to はじまり』（2018年12月12日 - 23日、CBGKシブゲキ!!、アミューズ） - 木野舞衣 役

### ミュージック・ビデオ
- スノーホワイツ from 婚外恋愛に似たもの 劇中歌『La La La...』（2018年7月4日 - 8月31日、dTV・YouTube） - 八王子 役
- メンズヘラクレス『星降る街』
- ディーン・フジオカ『Apple』（2022年6月24日、YouTube・A-Sketch）[31]
- ケプラ『そばにいてね』（2023年12月7日、YouTube・SPACE RECORDINGS）
- おいしくるメロンパン「空腹な動物のための」

### ライブ・イベント
- Amuse presents SUPER ハンサム LIVE 2014（2014年12月26日 - 27日、パシフィコ横浜 国立大ホール、アミューズ）[32]
- Prestage Party PIT〜てんやわんやの大感謝祭〜（2015年11月3日、豊洲PIT、アミューズ）
- Miracle Greeting 01（2015年11月7日 - 8日、ナムコ・ナンジャタウン）
- AGF 2016（2016年11月5日 - 6日、池袋サンシャインシティ 文化会館2階Dホール）
- ANIMAX MUSIX 2016 YOKOHAMA（2016年11月23日、横浜アリーナ）
- LisOeuf♪Party! 2016 - WINTER -（2016年12月6日、TOKYO DOME CITY HALL）[33]
- Amuse Presents HANDSOME FESTIVAL 2016（2016年12月17日 - 18日、TOKYO DOME CITY HALL / 12月29日、東京国際フォーラム ホールA、アミューズ）[34]
- ドリフェス!ファンミーティング02〜感謝をとどける2ndステージ!!〜（2017年1月7日 - 8日、ニッショーホール）
- AnimeJapan 2017（2017年3月25日、東京ビッグサイト）
3月19日、アニメイト仙台店 / 4月1日、サイエンスホール）[35]
- 劇団プレステージ 全国握手旅 2017（2017年4月8日・9日・5月20日・21日、アミューズ）
- DearDream 1st LIVE『Real Dream』（2017年5月4日、Zepp DiverCity Tokyo）
- Original Entertainment Paradise-おれパラ- 10th Anniversary 〜ORE!!SUMMER〜（2017年7月15日、富士急ハイランド コニファーフォレスト）[36]
- Prestage Party at 赤坂プリッツ〜真夏のオールスター感謝祭〜（2017年7月16日 - 17日、赤坂BLITZ、アミューズ）
- BILIBILI WORLD 2017（2017年7月23日、上海万博展覧館）
- ドリフェス!ファンミーティング03『D-Fourプロダクション大運動会』（東京公演：2017年9月17日 - 18日、日本青年館 / 大阪公演：2017年9月29日 - 30日、堂島リバーフォーラム）
- アニメフィルムフェスティバル東京 2017『ドリフェス!R』上映会（2017年10月15日、TOHOシネマズ新宿）
- ハロウィン フェス 2017『ジャック・オー・ランド』（2017年10月21日 - 22日、横浜アリーナ）
- 第14回 東京国際ミュージック・マーケット（2017年10月24日、TSUTAYA O-EAST）
- AGF 2017〜ドリフェス!Miracle☆Greeting!03〜（2017年11月3日、池袋サンシャインシティ 噴水広場）
- LisOeuf♪ Party 2017 - AUTUMN -（2017年11月4日、日本青年館ホール）
- 沢村千弦 バースデーパーティ（2017年11月11日、アニON STATION AKIHABARA）
- BREAK OUT祭 2017 -autumn-（2017年11月19日、Zepp Tokyo）
- Act Against AIDS『THE VARIETY 25』〜絶好調俳優大熱唱! 本物聴かせますミュージシャン!〜（2017年12月1日、日本武道館）
- Amuse Presents HANDSOME FILM FESTIVAL 2017（2017年12月25日 - 27日、TOKYO DOME CITY HALL、アミューズ）[37]
- DearDream 1st LIVE TOUR 2018『ユメノコドウ』（東京公演：2018年1月10日、TOKYO DOME CITY HALL / 福岡公演：1月13日、ソレイユホール / 大阪公演：1月20日、Zepp Osaka Bayside / 
愛知公演：2月11日、一宮市民会館 / 神奈川公演：2月25日、パシフィコ横浜）
- ドリフェス! presents『BATTLE LIVE KUROFUNE vs DearDream』（2018年2月3日 - 4日、なかのZERO 大ホール）
- ワンダーフェスティバル  2018 冬（2018年2月18日、幕張メッセ 国際展示場1-8ホール）
- ミミーの日だからおごってよ! 2018（2018年4月1日、ユーロライブ）
- ドリフェス!R スペシャルトークショー（2018年5月26日、アクアスタジアム）
- TVアニメ『働くお兄さん!の2!』先行上映会（2018年7月1日、有楽町オルタナティブシアター）
- dtvオリジナルドラマ『婚外恋愛に似たもの』七夕試写イベント（2018年7月4日、有楽町オルタナティブシアター）
- SUNRISE Festival 2018 アニメ『ドリフェス!R』上映会（2018年7月8日、新宿バルト9）
- Animelo Summer Live 2018 "OK!"（2018年8月24日、さいたまスーパーアリーナ）
- ドリフェス! Presents FINAL STAGE at NIPPON BUDOKAN『ALL FOR TOMORROW!!!!!!!』（2018年10月20日 - 21日、日本武道館）
- Act Against AIDS 2018『THE VARIETY 26』〜遂に!俳優だけの武道館ライブ!!…大丈夫なのか〜〜!?〜（2018年12月1日、日本武道館）
- 15th Anniversary SUPER HANDSOME LIVE『JUMP↑with YOU』（2020年2月15日 - 16日、両国国技館）
- Act Against Anything VOL.1『THE VARIETY 27』（2020年12月1日、日本武道館）[38]
- Amuse Presents SUPER HANDSOME LIVE 2021『OVER THE RAINBOW』（2021年4月9日 - 11日、TOKYO DOME CITY HALL）[39]
- Amuse Presents SUPER HANDSOME LIVE 2022『“ROCK YOU! ROCK ME!!”』（2022年12月29日・30日、LINE CUBE SHIBUYA）
- Amuse Presents SUPER HANDSOME LIVE 2024『WEAHHHHH!!』（2024年3月22日 - 24日、LINE CUBE SHIBUYA）
- 最初で最後?!TEAM HANDSOME!冬の大運動会（2024年12月28日、アリーナ立川立飛）
- Amuse Presents 20th Anniversary ULTRA HANDSOME LIVE 2025“ZERO”（2025年12月27日・28日〈予定〉、パシフィコ横浜 国立大ホール）[40]

### ラジオ
- ドリフェス!ラジオ（2015年12月10日 - 2018年10月13日、アニメイトタイムズ）[41]
- 渋谷のラジオの学校（2017年 - 2018年、コミュニティFM 渋谷のラジオ）
- 太田将熙・石賀和輝のあ、どうもはじめましてラジオ（2021年-2023年、FM四国）

### インターネット放送
- 劇団プレステージ（2013年4月23日 -、STOLABO TOKYO USTREAMチャンネル）[42]
- DearDreamの五色丼（2016年3月16日・9月28日、STOLABO TOKYO USTREAMチャンネル）[42]
- ニコニコ生放送番組『電波ラボラトリー』（2016年6月9日・2017年3月2日、ニコニコ生放送）
- アニメイトチャンネル『ドリフェス!研究室』（2016年10月6日 - 2017年12月7日、アニメイトチャンネル）[43]
- 『ドリフェス!』スペシャル サイコ―超えてる!ミラクル☆ステージ（2016年12月30日、アニメイトチャンネル）
- スペシャのヨルジュウ♪（2017年3月1日、スペースシャワーTV）
- 時限ドラマバラエティ ACTORS FRESH!（2017年10月6日 - 2018年3月29日、FRESH!）
- 生ドラマバラエティ ACTORS FRESH! -infinity ∞ story-（2018年4月6日 - 7月5日、FRESH!）
- ドリフェス!部（2018年4月18日 - 9月27日、バンダイチャンネル）
- &CAST!!!アワー ラブランチ!ザ・サンデー（2018年9月9日 - 、超!A&G+）

### テレビアニメ
- アニメ『ドリフェス!』（インターネット放送：2016年9月23日 - 12月16日 / テレビ放送：2016年10月7日 - 12月23日、BN Pictures） - 片桐いつき（声・モーションアクター[44][45]）役
- アニメ『ドリフェス!R』（インターネット放送：2017年8月23日 - 11月8日、 / テレビ放送：2017年10月6日 - 、BN Pictures） - 片桐いつき（声・モーションアクター） 役
- アニメ『働くお兄さん!』第3話（2018年1月19日、Tomovies） - アルパ院先輩 役[46]
- アニメ『働くお兄さん!の2!』第2話・第4話・第12話（2018年7月13日・27日・9月21日、Tomovies） - ウォンバット、ネザ園ウワ春、アルパ院先輩 役
- アニメ『デカダンス』第1話（2020年7月8日、NUT） - 取り巻きA 役
- アニメ『赤ちゃん本部長』第6話（2021年3月29日、NHKエンタープライズ） - 慎一 役
  - アニメ『赤ちゃん本部長』（2022年3月28日、NHKエンタープライズ） - 利見 役

### ゲーム
- ライブリズムアプリ『ドリフェス!/ドリフェス!R』（2016年5月25日 - 2018年5月1日） - 片桐いつき 役
- データカードダス 『ドリフェス!/ドリフェス!R』（2016年11月24日 - 2018年3月28日） - 片桐いつき 役
- ブラックスター -Theater Starless-（2019年9月10日 -） - 運営 役

### モデル
- TEAM HANDSOME!×SHIBUYA109 Valentine Campaign（2021年2月9日 - 23日）[47]

### ナレーション
- miraiへ。〜あがのわくわく産業フェア〜（2021年11月27日、新潟放送）[48]

### その他
- 2.5次元アイドル応援プロジェクト『ドリフェス!』（2015年10月9日 -） - 片桐いつき 役
- STATION IDOL LATCH! 第22話 -（2021年9月30日） - 綜馬 礼（目白駅） 役

## 作品

### CD
- 2.5次元アイドル応援プロジェクト『ドリフェス!』 DearDreamデビューシングル『NEW STAR EVOLUTION』（2016年3月16日、バンダイビジュアル）[49]
- 2.5次元アイドル応援プロジェクト『ドリフェス!』 DearDream 2ndシングル『PLEASURE FLAG / シンアイなる夢へ!』（2016年9月28日、バンダイビジュアル）
- 2.5次元アイドル応援プロジェクト『ドリフェス!』ミニアルバム『Welcome To D-Four Production』（2016年11月2日、ランティス）
- HANDSOME FESTIVAL 2016 予習Sound Track（2016年11月23日、アミューズソフトエンタテインメント）
- 2.5次元アイドル応援プロジェクト『ドリフェス!』オリジナルサウンドトラック（2017年1月11日、ランティス）
- 2.5次元アイドル応援プロジェクト『ドリフェス!』 DearDream 1stアルバム『Real Dream』（2017年2月22日、ランティス）
- 2.5次元アイドル応援プロジェクト『ドリフェス!』ミニアルバム2『Catch Your Yell!!』（2017年4月26日、ランティス）[50]
- 5次元アイドル応援プロジェクト『ドリフェス!R』 DearDream 3rdシングル『ユメノコドウ / 真夏色ダイアリー』（2017年9月27日、ランティス）
- 5次元アイドル応援プロジェクト『ドリフェス!R』 DearDream & KUROFUNE シングル『ALL FOR SMILE!』（2017年10月25日、ランティス）
- TVアニメ『ドリフェス!R』挿入歌シングル『Symmetric love / You are my RIVAL』（2017年12月20日、ランティス）
- SHUFFLE LIVE 01（2018年1月31日、ランティス）
- TVアニメ『働くお兄さん!』Music Selection 履歴書01（2018年4月25日、ランティス）
- 5次元アイドル応援プロジェクト『ドリフェス!R』DearDream 2ndアルバム『ALL FOR TOMORROW!!!!!!!』（2018年8月22日、ランティス）
- 15th Anniversary SUPER HANDSOME COLLECTION『JUMP↑』（2019年11月30日、アミューズソフトエンタテインメント）
- SUPER HANDSOME COLLECTION『GET IT BACK!』（2020年12月23日、アミューズソフトエンタテインメント）[51]
- SUPER HANDSOME COLLECTION『HERE WE AHHHHH!』（2023年12月20日、アミューズソフトエンタテインメント）

### 配信シングル
- スノーホワイツ from 婚外恋愛に似たもの 劇中歌『La La La...』（2018年7月4日 - 8月31日）

### 映像ソフト
- DVD『FROGS』（2013年11月15日、アミューズソフトエンタテインメント）
- Amuse Presents HANDSOME FESTIVAL 2016（2017年6月14日、アミューズソフトエンタテインメント）
- Blu-ray&DVD『働くお兄さん!』（2018年6月29日、ムービック）
- Amuse Presents HANDSOME FILM FESTIVAL 2017（2018年7月7日、アミューズソフトエンタテインメント）
- 閉店拒否! 〜俺たちは帰らない〜（2018年8月25日、トライフルエンターテインメント）
- Blu-ray&DVD『働くお兄さん!の2!』（2018年10月26日、ムービック）
- 15th Anniversary SUPER HANDSOME LIVE『JUMP↑ with YOU』（2020年7月10日、アミューズソフトエンタテインメント）
- SUPER HANDSOME LIVE 2021 OVER THE RAINBOW（2021年10月20日、アミューズソフトエンタテインメント）
- Amuse Presents SUPER HANDSOME LIVE 2022 “ROCK YOU! ROCK ME!!”（2023年7月28日、アミューズソフトエンタテインメント）
- 「SUPER HANDSOME LIVE 2024 “WE AHHHHH！”」Blu-ray（2024年10月30日、アミューズソフトエンタテインメント）

#### 劇団プレステージの映像ソフト
- ブラックパールが世界を動かす（再演）（2014年11月14日、アミューズソフトエンタテインメント）
- WORLD'S ENDのGIRLFRIEND（2015年6月中旬、アミューズソフトエンタテインメント）
- Have a good time?（再演）(2015年11月下旬、アミューズソフトエンタテインメント）
- URA!URA!Booost（2017年12月25日、アミューズソフトエンタテインメント）
- 時限ドラマバラエティ ACTORS FRESH! -Episode1（2018年2月中旬、アミューズソフトエンタテインメント）
- 僕を狂わす三億円（2018年7月下旬、アミューズソフトエンタテインメント）

#### ドリフェス!の映像ソフト
- 『ドリフェス!1』Blu-ray&DVD（2016年12月2日、ハピネット）[52]
- 『ドリフェス!2』Blu-ray&DVD（2017年1月6日、ハピネット）[52]
- 『ドリフェス!3』Blu-ray&DVD（2017年2月2日、ハピネット）[52]
- 『ドリフェス!4』Blu-ray&DVD（2017年3月2日、ハピネット）[52]
- 『ドリフェス!5』Blu-ray&DVD（2017年4月4日、ハピネット）[52]
- 『ドリフェス!6』Blu-ray&DVD（2017年5月2日、ハピネット）[52]
- 2.5次元アイドル応援プロジェクト『ドリフェス!』Music Clip Blu-ray Documentary of DF Project（2017年4月26日、ランティス）[50]
- 『ドリフェス!R1』Blu-ray&DVD（2017年12月2日、ハピネット）
- 『ドリフェス!R2』Blu-ray&DVD（2018年1月6日、ハピネット）
- 『ドリフェス!R3』Blu-ray&DVD（2018年2月2日、ハピネット）
- DearDream 1st LIVE『Real Dream』Blu-ray（2018年2月21日、ランティス）
- 『ドリフェス!R4』Blu-ray&DVD（2018年3月2日、ハピネット）
- 5次元アイドル応援プロジェクト『ドリフェス!R』ドリフェス! presents BATTLE LIVE KUROFUNE vs DearDream LIVE Blu-ray（2018年9月12日、ランティス）
- 5次元アイドル応援プロジェクト『ドリフェス!R』ドリフェス! presents DearDream 1st LIVE TOUR 2018『ユメノコドウ』LIVE Blu-ray（2018年10月17日、ランティス）
- 5次元アイドル応援プロジェクト『ドリフェス!』Presents FINAL STAGE at NIPPON BUDOKAN『ALL FOR TOMORROW!!!!!!!』LIVE Blu-ray（2019年4月3日、ランティス）
- 『ドリフェス!研究室&ドリフェス!部 Special Edition』Blu-ray（2019年5月21日、アミューズソフトエンタテインメント）

### 書籍
- ドリフェス!オフィシャルサポーターブック（2016年11月30日、KADOKAWA アスキー・メディアワークス）[53]
- SPECIAL PHOTO COLLECTION -THE LIVE-（2018年7月中旬、アミューズ）
- 10TH ANNIVERSARY BOOK『其のまま。』（2024年3⽉25⽇<発売予定>、アミューズ）[54]